# Веска (приток Кушки)
Веска, она же Санчарка (в верхнем течении) — река в России, протекает по Ивановской области. Устье реки находится в 3 км от устья Кушки по правому берегу. Исток теряется в лесах западнее села Радино Ильинского района Ивановской области. Длина реки составляет 11 км. Не судоходна.
Вдоль русла реки расположены населённые пункты (от устья к истоку): деревня Санчарово, село Веска.

## Данные водного реестра
По данным государственного водного реестра России относится к Окскому бассейновому округу, водохозяйственный участок реки — Нерль от истока и до устья, речной подбассейн реки — бассейны притоков Оки от Мокши до впадения в Волгу. Речной бассейн реки — Ока.
Код объекта в государственном водном реестре — 09010300812110000032494.